# Stadion NŠC Stjepan Spajić
Het Stadion NŠC Stjepan Spajić is een voetbalstadion in de Kroatische stad Zagreb. In het stadion speelt NK Hrvatski Dragovoljac Zagreb haar thuiswedstrijden. Het stadion biedt plaats aan 5.000 toeschouwers.